# 尹官石
尹官石（：／ Yoon Kwan-seok，1960年8月17日—），大韓民國自由派政治人物，第19到21屆國會議員。